# John Laughland
 (avril 2024).
La mise en forme du texte ne suit pas les recommandations de Wikipédia : il faut le « wikifier ».
Les points d'amélioration suivants sont les cas les plus fréquents. Le détail des points à revoir est peut-être précisé sur la page de discussion.
- Les titres sont pré-formatés par le logiciel. Ils ne sont ni en capitales, ni en gras.
- Le texte ne doit pas être écrit en capitales (les noms de famille non plus), ni en gras, ni en italique, ni en « petit »…
- Le gras n'est utilisé que pour surligner le titre de l'article dans l'introduction, une seule fois.
- L'italique est rarement utilisé : mots en langue étrangère, titres d'œuvres, noms de bateaux, etc.
- Les citations ne sont pas en italique mais en corps de texte normal. Elles sont entourées par des guillemets français : « et ».
- Les listes à puces sont à éviter, des paragraphes rédigés étant largement préférés. Les tableaux sont à réserver à la présentation de données structurées (résultats, etc.).
- Les appels de note de bas de page (petits chiffres en exposant, introduits par l'outil «  Source ») sont à placer entre la fin de phrase et le point final[comme ça].
- Les liens internes (vers d'autres articles de Wikipédia) sont à choisir avec parcimonie. Créez des liens vers des articles approfondissant le sujet. Les termes génériques sans rapport avec le sujet sont à éviter, ainsi que les répétitions de liens vers un même terme.
- Les liens externes sont à placer uniquement dans une section « Liens externes », à la fin de l'article. Ces liens sont à choisir avec parcimonie suivant les règles définies. Si un lien sert de source à l'article, son insertion dans le texte est à faire par les notes de bas de page.
- La présentation des références doit suivre les conventions bibliographiques. Il est recommandé d'utiliser les modèles {{Ouvrage}}, {{Chapitre}}, {{Article}}, {{Lien web}} et/ou {{Bibliographie}}. Le mode d'édition visuel peut mettre en forme automatiquement les références.
- Insérer une infobox (cadre d'informations à droite) n'est pas obligatoire pour parachever la mise en page.

Pour une aide détaillée, merci de consulter Aide:Wikification.
Si vous pensez que ces points ont été résolus, vous pouvez retirer ce bandeau et améliorer la mise en forme d'un autre article.
John Laughland, né le 6 septembre 1963, est un auteur britannique eurosceptique conservateur ayant écrit sur les affaires internationales et la philosophie politique. Il est maître de conférences en France et directeur du Forum pour la démocratie internationale.

## Biographie
Laughland est titulaire d'un doctorat en philosophie de l'Université d'Oxford, a étudié à l'Université de Munich et a été maître de conférences à l'Université de Paris et à l'Institut d'Études Politiques de Paris. Il est également titulaire d'un diplôme d'habilitation postdoctoral français pour ses travaux sur la souveraineté dans les relations internationales.
Laughland a rédigé des articles dans The Guardian, The Mail on Sunday, The Sunday Telegraph, The Spectator, Brussels Journal, The Wall Street Journal, National Review, The American Conservateur ou encore Antiwar.com.
Jusqu'en 2008, il est directeur européen de la Fondation européenne, un think tank eurosceptique présidé par Bill Cash. Laughland est rédacteur invité de The Monist en janvier 2007.
De 2008 à 2018, il est directeur d'études à l'Institut de la démocratie et de la coopération à Paris, dirigé par Natalia Narochnitskaya, historienne russe et ancienne députée à la Douma d'État. Il travaille ensuite pour Jean-Luc Schaffhauser, un député du Rassemblement national au Parlement européen jusqu'en 2019, puis pour Derk Jan Eppink, Rob Roos et Rob Rooken, députés européens néerlandais membres du Forum pour la démocratie.
Depuis 2021, John Laughland fait partie du corps enseignant de l'ICES (Institut catholique de Vendée) de La Roche-sur-Yon dans l'ouest de la France, en tant que maître de conférences en sciences politiques, philosophie politique et histoire. Laughland travaille également en tant que directeur du département international du parti politique néerlandais Forum pour la démocratie sous la direction de Thierry Baudet. De septembre 2022 à février 2023, il est chercheur invité au Mathias Corvinus Collegium (MCC) de Budapest.

## Publications
En 1997, il publie The Tainted Source: The Undemocratic Origins of the European Idea, une critique dans laquelle il affirme que l'Union européenne partage une certaine affinité idéologique avec le fascisme et le communisme[réf. nécessaire], notamment part son rejet de l'État-nation. Sir Edward Heath, l'ancien Premier ministre qui a signé le traité d'adhésion du Royaume-Uni au Traité de Rome en 1972, qualifie le livre d'« absurde », « une hideuse distorsion du passé et du présent ».
L'ancien ministre britannique chargé de l'Europe, Denis MacShane, a décrit Laughland comme « l'un des architectes intellectuels du Brexit ».
Laughland écrit beaucoup sur la justice pénale internationale, condamnant le Tribunal international pour les crimes de guerre à La Haye au motif que le Conseil de sécurité de l'ONU a créé une résolution illégitime (le Conseil de sécurité a agi ultra vires en le créant) et parce qu'il n'est pas d'accord avec ses procédures judiciaires, par exemple l'admissibilité des preuves par ouï-dire. Il le critique en le qualifiant de tribunal politique et revendique deux poids, deux mesures pour avoir refusé d'ouvrir une enquête sur la question de savoir si l'OTAN avait commis des crimes de guerre en Yougoslavie en 1999. Laughland critique vivement l'intervention de l'OTAN dans la guerre du Kosovo en 1999, et s'oppose également à la guerre en Irak. 
Laughland adopte un certain nombre de positions controversées. Ainsi :
– il se montre critique envers le soutien occidental à l'opposition à Slobodan Milošević,;
– il affirme que la coalition du candidat à la présidentielle ukrainienne Viktor Iouchtchenko était liée aux « néo-nazis » dans un article paru dans The Guardian en 2004, et que ses tentatives finalement réussies pour prendre le pouvoir ont été soutenues dans les rues par des « skinheads drogués de Lvov » dans The Spectator;
– que les informations faisant état de charniers en Irak étaient exagérées à des fins politiques, et que les inquiétudes concernant les massacres de la guerre civile soudanaise ont été alimentées par le pétrole.

## Ouvrages
- The Death of Politics: France Under Mitterrand (Michael Joseph, Londres, 1994)
- The Tainted Source, the Undemocratic Origins of the European Idea (Little, Brown and Company, Londres 1997)
- Le tribunal pénal international: Gardien du nouvel ordre mondial (François-Xavier de Guibert, Paris, 2003)
- Travesty: The Trial of Slobodan Milosevic and the Corruption of International Justice (Pluto Press, Londres, 2007)
- Schelling versus Hegel: from German idealism to Christian metaphysics (Ashgate, 2007)
- A History of Political Trials from Charles I to Charles Taylor (Peter Lang, Oxford, 2e édition, 2016)
- Europe Deformed (en russe), (Foundation for Historical Perspective, Moscou, 2016)
- Octav Botnar, A Life (Londres, OMC Investments, 2018)
- L'Europe de Bruxelles contre l'Europe de Strasbourg, avec Jean-Luc Schaffhauser (Paris : Pierre-Guillaume de Roux, 2019).
- Pourquoi combattre ?, dirigé par Pierre-Yves Rougeyron, éditions Perspectives Libres, Paris, janvier 2019  (ISBN 979-10-90742-482)
- La grande réinitialisation : analyse du projet de société du Forum économique mondial (Lyon, le Cap de l'ISSEP, 2021)

### Livres édités
- Sovereignty, The Monist 90, I (janvier 2007).
- Shia Power: Next Target Iran? co-edité avec Michel Korinman (Vallentine Mitchell, Londres, 2007)
- The Long March to the West: Migration in Europe and the Greater Mediterranean Area, co-edité avec Michel Korinman (Vallentine Mitchell, Londres, 2007)
- Israel on Israel co-edité avec Michel Korinman (Vallentine Mitchell], Londres, 2007)
- Russia: A New Cold War? co-edité avec Michel Korinman (Vallentine Mitchell, Londres, 2007)